# Centrorhynchus lucknowensis
Centrorhynchus lucknowensis är en hakmaskart som beskrevs av Gupta och Fatma 1983. Centrorhynchus lucknowensis ingår i släktet Centrorhynchus och familjen Centrorhynchidae. Inga underarter finns listade i Catalogue of Life.